# Herbert Heider
Herbert Heider (* 21. September 1959 in Gaggenau) ist ein ehemaliger deutscher Fußballspieler. Er spielte auf der Position des Torhüters.

## Karriere
Heider war Jugendnationalspieler; er begann seine Laufbahn als Profi, als er im Oktober 1978 von den Schalker Amateuren als Ersatztormann zum 1. FC Nürnberg wechselte. In der Saison 1978/79 kam er zu vier Einsätzen in der 2. Bundesliga, wechselte aber danach zum Karlsruher SC. 1980 bis 1982 war er Stammtorhüter der ersten Mannschaft des 1. FC Saarbrücken in der 2. Bundes- und Oberliga. Er wechselte 1982 für ein Jahr zu den Stuttgarter Kickers (2. Bundesliga). 1983 kehrte er zuerst als Ersatztorhüter hinter Rudi Kargus zum 1. FC Nürnberg zurück, kam aber in der Saison 1983/84 zu seinen ersten beiden Bundesligaeinsätzen. Nach dem Abstieg des 1. FC Nürnberg in die 2. Bundesliga 1984 wurde er Stammtorhüter und nach Wiederaufstieg 1985 durch seine Paraden im entscheidenden Spiel gegen Hessen Kassel als „Aufstiegsheld 1985“ gefeiert. Heider erlitt am 18. Januar 1986 eine Schulterverletzung beim Spiel gegen den SV Waldhof Mannheim und wurde Sportinvalide, obwohl er noch bis Ende 1986 im Kader des 1. FC Nürnberg stand. Durch seine Verletzung rückte der spätere Nationaltorhüter Andreas Köpke auf die Position 1 nach.  
Insgesamt kam er auf 22 Bundesliga- und über 50 Zweitligaspiele.
Nach seiner aktiven Zeit wurde Heider, gelernter Industriekaufmann, Teilhaber eines Gipser- und Stuckateurbetriebs.